# Лоцман (шхуна)
«Лоцман» (23 февраля (8 марта) 1901 года «Апшерон») — парусно-винтовая шхуна, а затем портовое судно Каспийской флотилии Российской империи, в некоторых источниках упоминается как пароход.

## Описание шхуны
Парусно-винтовая шхуна водоизмещением 442 тонны. Длина шхуны составляла 43,4 метра, ширина — 8,4 метра, а осадка 2 метра. На судне была установлена паровая машина мощностью 126 лошадиных сил. В качестве движителя использовался один гребной винт. Скорость шхуны могла достигать 5 узлов. Вооружение судна состояло из двух 4-фунтовых пушек образца 1867 года.

## История службы
Шхуна «Лоцман» была заложена в 1875 году на Воткинском заводе Вятской губернии, в следующем 1876 году судно было спущено на воду, а в 1877 году вошло в строй в составе Каспийской флотилии России.
В кампании с 1877 по 1879 год совершала плавания в Каспийском море.
В кампанию 1880 года шхуна находилась в распоряжении начальника Ахал-Текинской экспедиции генерала М. Д. Скобелева.
С 1883 по 1885 год шхуна совершала плавания в Каспийском море
В кампанию 1889 года также выходила в плавания в Каспийское море и несла брандвахтенную службу на Бакинском рейде, в том же году доставила в Астрахань членов экипажа и командира разбившегося в Каспийском море парохода «Наср Эдин Шах».
С 1 (13) февраля 1892 года шхуна была переклассифицирована в портовое судно. В кампанию 1894 года командир портового судна лейтенант В. С. Каневский был награждён орденом Святой Анны III степени, в 1896 году ему пожалована серебряная медаль в память царствования императора Александра III, в 1897 году — орден Святого Владимира IV степени с бантом за 20 ежегодных кампаний, безупречно проведённых в офицерских чинах, а в 1898 году — бронзовая медаль за походы с Средней Азии с 1853 по 1895 годы и орден святого Станислава III степени.
23 февраля (8 марта) 1901 года судно было переименовано в «Апшерон».
Портовое судно «Апшерон» было исключено из списков судов флотилии 9 (22) мая 1906 года.

## Командиры судна
Командирами парусно-винтовой шхуны, а затем портового судна «Лоцман» в составе Российского императорского флота служили:
- капитан 1-го ранга П. Н. Гусев (с 1 января 1875 года и в 1877—1879 годах)[11];
- капитан 2-го ранга Н. Х. Йениш (с 18 января 1886 года)[источник не указан 967 дней];
- лейтенант В. С. Каневский (1893—1901)[12].